# Septoria primulae
Septoria primulae är en svampart som beskrevs av Buckn. 1885. Septoria primulae ingår i släktet Septoria och familjen Mycosphaerellaceae.   Inga underarter finns listade i Catalogue of Life.